# Фалин, Юрий Павлович
Юрий Павлович Фа́лин (2 апреля 1937, Москва — 3 ноября 2003, Москва) — советский футболист, нападающий и полузащитник. Мастер спорта (1959).

## Биография
Первые в жизни матчи сыграл в 1952 году за юношей ГПЗ. Воспитанник московской ФШМ, откуда попал в команду мастеров московского «Торпедо». За сборную СССР сыграл 3 матча. Участник чемпионата мира 1958 года. Состоял в ВЛКСМ.
Работал тренером в командах «Динамо-2» (Москва) (1972), СК «Рублево» (1978), СК «Мясокомбинат» Москва (1980-88).
Похоронен на Троекуровском кладбище.

## Достижения
- Чемпион СССР: 1960, 1962
- Обладатель Кубка СССР: 1960, 1963, 1965
- Победитель всемирных спортивных игр молодёжи и студентов: 1962